# Вороново (Рязанская область)
Вороново — село в Старожиловском районе Рязанской области России, входит в состав Старожиловского городского поселения.

## География
Село расположено на берегу реки Новешка в 5 км на север от райцентра рабочего посёлка Старожилово. 

## История
В качестве села Вороново упоминается в приправочных книгах Камеского стана 1597 и 1598 годов, где оно записано за Андреем Яковлевым сыном Измайлова. В селе имелась деревянная церковь Николая Чудотворца. По окладным книгам 1676 года находившаяся в селе церковь также именовалась Никольской, при ней церковной пашни было 20 четвертей, дворов состояло 114. С 1685 года она получает наименование Покровской. 30 июля 1755 года помещица села Воронова М.Ф. Салтыкова выходила с прошением к епархиальному начальству об освящении построенной ею в том селе деревянной церкви в честь Покрова Пресвятой Богородицы с приделом Никольским. Вместо сгоревшей деревянной церкви в 1828 году помещиком Сергеем Васильевичем Салтыковым начато строительство каменной Покровской церкви, которая была освящена в 1830 году. Она имела в высоту 12, в длину 5 и в ширину 3 сажени. Находившаяся в одной связи с церковью колокольня имела в высоту 13 саженей. При церкви имелась небольшая библиотека, заведенная в 1860 году священником И.Ф. Флоровым и состоящая из 175 названий книг. 
В XIX — начале XX века село входило в состав Чернобаевской волости Пронского уезда Рязанской губернии. В 1906 году в селе было 112 дворов. 
С 1929 года село являлось центром Воронинского сельсовета Старожиловского района Рязанского округа Московской области, с 1937 года — в составе Рязанской области, с 2005 года — в составе Старожиловского городского поселения.

## Население
| 1859 | 1897 | 1906 | 2010 | 2023 |
| ---- | ---- | ---- | ---- | ---- |
| 598  | ↗727 | ↗965 | ↘171 | ↘104 |

## Инфраструктура
В селе имеется Вороновский филиал Старожиловской средней общеобразовательной школы. 